# Croix-Rouge monégasque
La Croix-Rouge monégasque est une des sociétés nationales du Mouvement international de la Croix-Rouge et du Croissant-Rouge, fondée en 1948 par Louis II de Monaco (1922-1949).

## Présidence
- 1948 à 1949 : Louis II de Monaco
- 1949 à 1958 : Rainier III de Monaco
- 1958 à 1982 : Grace de Monaco
- Depuis 1982 : Albert II de Monaco

## Quelques chiffres
- Effectifs : 67 salariés et 623 bénévoles (chiffres 2021)
- Budget d'aide annuelle moyen : 8 000 000 €
- Pays aidés : 20 à 40 pays touchés par la guerre, la famine ou une catastrophe naturelle.

Les origines des principales ressources financières de l'organisation sont issues de :
- Grand gala annuel de la Croix-Rouge monégasque ;
- Aide financière apportée par le gouvernement princier de la principauté de Monaco ;
- Dons et legs ;
- Ventes lors de la braderie annuelle.

## Gala de la Croix-Rouge
Le grand gala annuel de la Croix-Rouge monégasque est un diner spectacle caritatif à 1 200 € par personne (hors boisson) qui se déroule dans la salle des Étoiles du Sporting Monte-Carlo, sous la présidence d'Albert II de Monaco.

## Journée mondiale de la Croix-Rouge
La Croix-Rouge monégasque organise chaque année au mois de mai la « Journée mondiale de la Croix-Rouge » à Monaco. Cet événement, sous la présidence d'Albert II de Monaco, propose au public une grande braderie ainsi que des stands de découverte et de sensibilisation aux actions de la Croix-Rouge monégasque.

## Enquête du juge Levrault
En septembre 2017, une enquête du Monde révèle les liens entre le milliardaire russe Dmitri Rybolovlev et le ministre de la justice monégasque Philippe Narmino. Une enquête est ouverte et menée par le juge d'instruction Édouard Levrault. En juin 2020, une enquête de France Télévision lui donne la parole : ayant saisi dans ce cadre les comptes de la Croix-Rouge monégasque, il découvre une carte bancaire au nom de Philippe Narmino et liée à un compte de l'institution, directement abondé par le milliardaire.

## Distinction

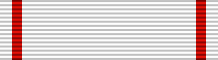
Ruban du chevalier de l'ordre des Grimaldi

Par ordonnance souveraine no 8346 du 16 novembre 2020 décernant l'ordre des Grimaldi, la Croix-Rouge monégasque, conjointement au centre hospitalier Princesse-Grace, se voit décerner le grade de chevalier de l'ordre des Grimaldi, « en raison de [son] dévouement, au service de la communauté, dans la lutte contre la pandémie de Covid-19 ».